# Monte Ritter
Il Monte Ritter (in lingua inglese Mount Ritter) è una montagna sita nella contea di Madera, in California, negli Stati Uniti. Si trova ad un'altitudine di 4 008 metri sul livello del mare, il che la rende la vetta più alta della contea di appartenenza e la quindicesima in California tra le vette con almeno 500 metri di prominenza.

## Geografia
Il Monte Ritter è una montagna costituita da roccia scura e presenta una significativa prominenza topografica. Appartiene alla catena denominata Ritter Range, sezione della Sierra Nevada. La montagna è vicina ad altre cime quali Banner Peak e Minarets. La considerevole prominenza del monte contribuisce a renderlo visibile dalle vette più elevate appartenenti alla Sierra Nevada.
La montagna prende il nome dal geografo Carl Ritter. Il nome fu assegnato da Josiah Whitney, capo California Geological Survey che fu allievo di Carl Ritter a Berlino.

## Ascesa
La montagna fu scalata per la prima volta da John Muir nel 1872.
Il sentiero maggiormente battuto parte in prossimità di Agnew Meadows e permette di raggiungere la vetta dopo oltre 1500 metri di dislivello positivo. Il sentiero è molto esigente a livello tecnico e prevede tratti di arrampicata in prossimità della vetta. Nel periodo invernale il sentiero è percorso dagli appassionati di sci alpinismo.